# Gymkata

Gymkata, le parcours de la mort est un film d'aventure américain réalisée par Robert Clouse en 1985.

## Synopsis
La famille Cabot est connue pour son patriotisme. Le père, colonel, a disparu lors d'une mission au Parmistan. Son fils Jonathan est contacté par des agents du gouvernement afin de poursuivre la mission de son père. C'est que le Parmistan, proche de la Mer Caspienne, est un pays arriéré où l'on vit comme au Moyen Âge, mais d'une importance stratégique telle que les U.S.A. souhaitent y installer une base de missiles. Jusqu'à présent, le Khan a toujours refusé toute présence étrangère, et promis sa fille, la princesse Rubali, à Zamir, chef de la Garde, et âme damnée du Khan..

## Fiche technique
- Réalisation : Robert Clouse
- Scénario : Charles Robert Carner
- Photographie : Godfrey Godar
- Producteur : Fred Weintraub
- Musique : Alfi Kabiljo
- Montage : Robert Ferretti
- Décors : Veljko Despotovic
- Effets Spéciaux : Peter Dawson
- Son : Lee Milliner
- Année : 1985
- Durée : 89 minutes
- Genre : aventures

## Distribution
- Bob Schott : Thorg
- Kurt Thomas : Jonathan Cabot
- Tetchie Agbayani : Princesse Rubali
- Edward Bell : Paley
- John Barrett : Gomez
- Conan Lee : Hao
- Buck Kartalian : le Khan du Parmistan